# Großer Wiesenberg
Der Große Wiesenberg ist ein 645,4 m ü. NHN hoher Ostausläufer des Schalkemassivs im Harz. Er liegt bei Schulenberg im Oberharz im niedersächsischen Landkreis Goslar.

## Geographie

### Lage
Der Große Wiesenberg erhebt sich im Oberharz im Naturpark Harz. Sein Gipfel liegt etwa 1,5 km nordnordwestlich von Schulenberg im Oberharz, das zur Stadt Clausthal-Zellerfeld gehört. Seine Landschaft leitet nach Westen über den Altetalskopf (693,4 m) und Riesenbachskopf (ca. 700 m) zur Schalke (ca. 762 m) über. Südlich schließt sich der Kleine Wiesenberg (512,5 m) an.
Auf dem von Wald bedeckten Große Wiesenberg liegen Teile des Landschaftsschutzgebiets Harz (Landkreis Goslar) (CDDA-Nr. 321402; 2001 ausgewiesen; 389,75 km² groß).

### Naturräumliche Zuordnung
Der Große Wiesenberg gehört in der naturräumlichen Haupteinheitengruppe Harz (Nr. 38), in der Haupteinheit Oberharz (380) und in der Untereinheit Goslarer Bergland (380.2) zum Naturraum Gosebergland (380.21). Die Landschaft fällt nach Südosten in den zur Untereinheit Altenauer Bergland (380.3) zählenden Naturraum Okerbergland (380.30) ab.

### Fließgewässer
Auf der Nordflanke des Großen Wiesenbergs entspringt die kleine Aeke, die im Mulltal in den von der Großen Bramke gespeisten Arm des Okerstausees mündet, und auf der Südflanke entspringt der kleine Bach im Alten Tal, dessen Wasser in den Riesenbach fließt, um danach in den von der Schalke gespeisten Arm des Stausees zu münden. 

## Sport
Auf der Ostflanke des Großen Wiesenbergs gibt es im Ski-Alpinum zwei Skilifte (200 und 450 m Länge) mit mehreren Skipisten aller Schwierigkeitsgrade. Zudem steht ein Snowboard-Funpark zur Verfügung. Skilangläufer finden in der gesamten Region ein weitläufiges Loipennetz.
In der warmen Jahreszeit wird das Ski-Alpinum zum Bike-Alpinum; dann bringt ein Lift Mountainbiker hinauf, und auf mehreren Abfahrten – für Downhill, Freeride, Bikercross und Dirt Slopestyle – fährt man talwärts. Für Wanderer gibt es gute Möglichkeiten.